# Mónica Quintela
Mónica Cláudia de Castro Quintela (14 de julho de 1967) é uma advogada, deputada e política portuguesa. Ela é deputada à Assembleia da República na XIV legislatura pelo Partido Social Democrata. Tem uma licenciatura em Direito.